# Dick Halligan
Richard Halligan (Troy (New York), 29 augustus 1943 - Rome, 18 januari 2022) was een Amerikaanse trombonist, componist en arrangeur. Hij is een van de oprichters van de groep Blood, Sweat & Tears.
Halligan speelde trombone op de eerste plaat van de groep in 1968. Daarna ging hij ook andere instrumenten bespelen, zoals piano, orgel en fluit. Halligan was tot 1971 actief in de band. Hij verzorgde arrangementen en schreef enkele nummers voor de groep, waaronder Redemption en Lisa Listen To Me. Zijn arrangement van een compositie van Erik Satie op het eerste album, leverde hem een Grammy Award op in de categorie Best Instrumental Performance. Nadat het vierde album uitkwam, verliet hij Blood, Sweat & Tears, omdat de band meer de rock-kant opging. Halligan schreef hierna composities en arrangementen voor films, televisie en commercials en werd meer actief in de jazz. In 2007 kwamen twee albums van hem uit bij het label Jazz Cat Records. 
Hij overleed op 78-jarige leeftijd in Rome.

## Discografie (selectie)
solo
- Cat's Dream, Jazz Cats Records
- Slow Food Forum, Jazz Cats Records